# Lubomír Gala
Lubomír Gala (* 11. prosince 1957) je bývalý český fotbalista, obránce.

## Fotbalová kariéra
V československé lize hrál za Baník Ostrava. Nastoupil ve 4 ligových utkáních. Gól v lize nedal. V nižších soutěžích hrál i za VOKD Poruba.

## Ligová bilance
| Ročník                                   | Zápasy | Góly | Minuty | Klub          |
| ---------------------------------------- | ------ | ---- | ------ | ------------- |
| Česká národní fotbalová liga 1977/78     | –      | –    | –      | VOKD Poruba   |
| Česká národní fotbalová liga 1978/79     | –      | –    | –      | VOKD Poruba   |
| 1. československá fotbalová liga 1978/79 | 4      | 0    | 360    | Baník Ostrava |
| CELKEM 1. liga                           | 4      | 0    | 360    |               |